# Dungeons & Dragons 3
Dungeons & Dragons 3 (Originaltitel: Dungeons & Dragons 3: The Book of Vile Darkness) ist ein britischer Direct-to Video aus dem Jahr 2012. Er ist als Fortsetzung zu dem Film Dungeons & Dragons – Die Macht der Elemente gedreht, der in thematischer Anlehnung an das gleichnamige Rollenspiel-System Dungeons and Dragons produziert wurde.

## Inhalt
Der dämonische Zauberer Nhagruul verkauft seine Seele an den Dämonenlord des Abyss. Das Buch der dunklen Schatten wurde aus Nhagruuls Körperteilen gemacht: Die Haut bildete die Seiten, das Blut wurde als Tinte und die Knochen für den Einband genutzt. Mit diesem Zauberbuch säten die Anhänger von Nhagruul Schrecken und Verwüstung im Königreich Karloth, bis sie von einem Ritterorden gestoppt wurden.
Zweitausend Jahre später existiert der Ritterorden immer noch, aber seine Wachsamkeit hat nachgelassen. Der Ritterorden war überzeugt, dass das Zauberbuch für immer zerstört wurde. Der junge Grayson muss sich mit einer Bande von Verbrechern zusammenschließen, um seinen Vater zu retten, der von Shathrax entführt wurde.

## Veröffentlichung
2011 wurde der Film in Bulgarien gedreht. Der Film erschien am 9. August 2012 als Direct-to Video in Großbritannien. In Deutschland erschien der Film am 10. Januar 2013 auf DVD.

## Kritiken
Das Lexikon des internationalen Films bezeichnete den Film als ein „Unausgegorene freie Verfilmung des gleichnamigen Rollenspiels, in dem durchschnittliche Computereffekte mit viel Kampfgetöse auf Spielfilmlänge gestreckt werden“.